# Conselho Nacional de Reforma
O Conselho Nacional de Reforma (em inglês:  National Reformation Council, ou NRC) foi um grupo de altos oficiais militares com brigadeiro Andrew Juxon-Smith como seu presidente, que assumiu o controle do governo de Serra Leoa, em 23 de março de 1967. Eles suspenderam a Constituição, prendendo o brigadeiro David Lansana, Comandante das Forças Armadas.
Poucos dias antes, em um golpe de Estado, Lansana havia colocado Siaka Stevens, candidato do All People's Congress (APC) e prefeito de Freetown, em prisão domiciliar e declarado lei marcial; isso foi feito poucas horas depois que Siaka Stevens havia sido declarado o novo primeiro-ministro pelo Governador Geral de Serra Leoa Henry Josiah Lightfoot Boston, na sequência das eleições gerais muito disputadas. Lansana agiu com o fundamento de que a determinação do cargo deveria esperar a eleição dos representantes tribais para a casa.
O NRC foi derrubado em abril de 1968 por um grupo de oficiais militares que se chamavam Movimento Revolucionário Anti-Corrupção (ACRM), liderados pelo brigadeiro John Amadu Bangura. O ACRM prendeu altos membros do NRC, restaurou a constituição e restabeleceu Stevens como primeiro-ministro.